# Constantin Film
Constantin Film Distribution GmbH, ou « Constantin Film » est l'une des plus importantes sociétés de production et distribution cinématographique allemande créée après la Seconde Guerre mondiale au XXe siècle.
Dans les années 1960, Constantin Film a produit ou coproduit la série des Fu Manchu de Harry Alan Towers ainsi que les trois célèbres westerns spaghetti avec Clint Eastwood.
La société a été fondée par  Waldfried Barthel et Preben Philipsen le 1er avril 1950 à Francfort-sur-le-Main en République fédérale d'Allemagne. Le nom actuel de la société (« Constantin Film GmbH ») a été adopté le 21 décembre 1964.
En 1978, le producteur allemand Bernd Eichinger a racheté l'entreprise et est devenu directeur général du nouveau consortium alors baptisé « Neue Constantin Film GmbH » jusqu'en 1999. Il devient alors le vice-président du conseil de surveillance.
Constantin Film AG est cotée en bourse depuis 1999.

## Plus célèbres films produits par Constantin Film
- L'Histoire sans fin (1984)
- Le Nom de la rose (1986)
- La Maison aux esprits (1993)
- The Fantastic Four (1994 - Jamais sorti en salles)
- Resident Evil (2002)
- Resident Evil: Apocalypse (2004)
- La Chute (2004)
- Les 4 Fantastiques (2005)
- Le Parfum, histoire d'un meurtrier (2006)
- Les Quatre Fantastiques et le Surfer d'argent (2007)
- DOA: Dead or Alive (2007)
- Resident Evil: Extinction (2007)
- Resident Evil: Afterlife (2010)
- Vic le Viking (2010)
- Les Trois Mousquetaires (2011)
- Carnage (2011)
- Resident Evil: Retribution (2012)
- The Mortal Instruments : La Cité des ténèbres (2013)
- Resident Evil : Chapitre final (2016)
- Resident Evil : Bienvenue à Raccoon City (2021)

## Séries télévisées produites par Constantin Film
- Shadowhunters (2016 - 2019)
- Le Parfum (2018)
- Resident Evil (2022)